# ستينا سوربون
ستينا سوربون أو كريستينا سوربون هي ممثلة سويدية، ولدت في 9 مارس 1918 وتوفيت في 15 مارس 1996.